# Babington
Babington – wieś w Anglii, w hrabstwie Somerset, w dystrykcie (unitary authority) Somerset. Leży 24 km na południowy wschód od miasta Bristol i 162 km na zachód od Londynu.